# Āq Qabāq (ort, lat 39,46, long 47,53)
Āq Qabāq (persiska: آق قَباقِ سُفلَى, آق قباق, Āq Qabāq-e Soflá) är en ort i Iran.   Den ligger i provinsen Ardabil, i den nordvästra delen av landet, 500 km nordväst om huvudstaden Teheran. Āq Qabāq ligger 210 meter över havet och antalet invånare är 872.
Terrängen runt Āq Qabāq är huvudsakligen platt, men åt sydväst är den kuperad. Terrängen runt Āq Qabāq sluttar norrut. Runt Āq Qabāq är det ganska tätbefolkat, med 104 invånare per kvadratkilometer. Āq Qabāq är det största samhället i trakten. Trakten runt Āq Qabāq består till största delen av jordbruksmark.